# The Last Days of Left Eye
The Last Days of Left Eye (br: Left Eye - Os Últimos Dias) é um documentário dirigido por Lauren Lazin, que estreou em VH1 e VH1 Soul em 19 de maio de 2007. Filmado de 30 de março de 2002 até sua morte em 25 de abril de 2002, centrava-se na vida e nos últimos dias passados em retiro espiritual em Honduras, e a morte acidental da rapper e integrante do TLC Lisa Lopes (27 de maio de 1971 - 25 de abril de 2002), apresentando insight narrativo com depoimentos e entrevistas com a musicista.

## Sinopse
Um documentário é sobre a vida e os últimos dias da rapper e integrante do TLC Lisa Lopes, narrado por ela mesma numa busca por se conhecer melhor e permitir que outros a conhecessem e soubessem de seu legado. O filme toma forma de um diário, em que ela relembra fatos de sua infância até aquele momento. Um papo aberto, como confidências ao espectador.
Nesse filme, ela e amigos vão para um retiro espiritual em Honduras. Ela tinha como intenção passar 30 dias, registrando todos os momentos. Durante esse período ela começa a perceber coisas estranhas e sonhos estranhos.
Durante as filmagens do documentário, Lisa e alguns amigos eram passageiros em um veículo dirigido por sua assistente. Durante a viagem, um menino pequeno correu em frente ao veículo e foi atingido. A criança morreu mais tarde naquela noite. Lisa acreditava que um suposto espírito que a assombrava matou a criança por engano.
No 27º dia saindo para mais uma gravação ela sofre um acidente de carro com sua equipe, Um vídeo do acidente fatal de Lopes, filmado de dentro de um Mitsubishi Pajero Sport, mostra apenas eventos de dentro do veículo antes do momento do impacto. O legista que realizou sua autópsia determinou que ela morreu por acidente, de todos que estavam no veículo ela foi a única a falecer.

## Créditos
- Diretor: Lauren Lazin
- Produtor executivo: Shelly Tantro
- Executivos da VH1: Michael Hirschorn and Brad Abramson
- Produtores: Reigndrop Lopes, Ronald Lopes and Kate Garfield
- Produtores Associados: Amy Goldberg and Steven Vannucci
- Edição de vídeo: David Beinstein
- Vídeo: Christofer Wagner
- Som: Sue Pelino and Doron Reizes
- Efeitos visuais: Fred Salkind, Stephanie Masarsky, and Anna Toonk
- Música Original: Michael Shaieb & Brent Lord, FatLab Music NYC
- Editor de áudio: Andrew Daniel & Marcie Roy